# Achryson foersteri
Achryson foersteri är en skalbaggsart som beskrevs av Bosq 1953. Achryson foersteri ingår i släktet Achryson och familjen långhorningar.
Artens utbredningsområde är:
- Paraguay.
- Uruguay.

Inga underarter finns listade i Catalogue of Life.